# Maksymilian III Józef Wittelsbach
Maksymilian III Józef Karol Jan Leopold Ferdynand Nepomuk Aleksander Wittelsbach (ur. 28 marca 1727 w Monachium, zm. 30 grudnia 1777 tamże) – elektor Bawarii w latach 1745–1777.

## Życiorys

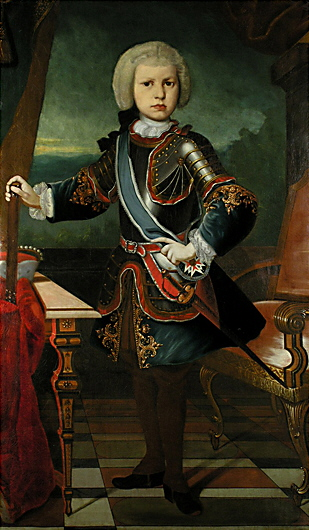
Maksymilian III Józef jako dziecko

Był synem cesarza Karola VII Bawarskiego i jego żony Marii Amalii Habsburg. Jego dziadkami byli: elektor Bawarii Maksymilian II Emanuel Wittelsbach i Teresa Kunegunda Sobieska oraz cesarz rzymski Józef I Habsburg i Wilhelmina Amalia Brunszwicka.
Elektor przejął kraj zniszczony działaniami wojennymi toczącej się wojny o sukcesję austriacką. Udało mu się jednak dość szybko uporać ze zniszczeniami tak, że mógł wkrótce przejść do reformowania swego państwa. Wziął udział w wyborach króla Niemiec 13 września 1745 roku we Frankfurcie, na których obwołano królem i cesarzem Franciszka I Lotaryńskiego.
W roku 1747 w pałacu w Nymphenburgu otworzył manufakturę porcelany. W 1759 powstała pierwsza bawarska akademia naukowa z prawdziwego zdarzenia – Bawarska Akademia Nauk. W latach 1751–1753 bawarski architekt pochodzenia belgijskiego François de Cuvilliés zbudował na życzenie Maksymiliana tzw. Cuvilliés-Theater w budynku pałacu elektorskiego Residenz. W teatrze tym wystawiono m.in.: Idomeneo Mozarta.
9 czerwca 1747 roku w Monachium poślubił królewnę polską Marię Annę Wettyn, córkę króla Polski Augusta III i Marii Józefy Habsburg. Para nie miała dzieci.
22 września 1766 roku Karol Teodor Wittelsbach elektor Palatynatu Reńskiego i elektor Bawarii Maksymilian III Józef podpisali porozumienie, na mocy którego po śmierci Maksymiliana Karol Teodor miał dziedziczyć Bawarię. Miało to być pierwsze od roku 1253 połączenie w rękach jednej osoby terenów Bawarii i Palatynatu Reńskiego (ostatnim władcą będącym jednocześnie księciem Bawarii i Palatynatu był Otto II Wittelsbach (1206–1253).
Maksymilian zmarł 30 grudnia 1777. Po jego śmierci o schedę po nim toczyła się wojna o sukcesję bawarską (1778–1779).

## Odznaczenia
- Wielki Mistrz Orderu Rycerskiego Świętego Jerzego[1]
- Wielki Mistrz Orderu Rycerskiego Świętego Archanioła Michała[1]
- Order Złotego Runa – Austria